# Zoe Naylor

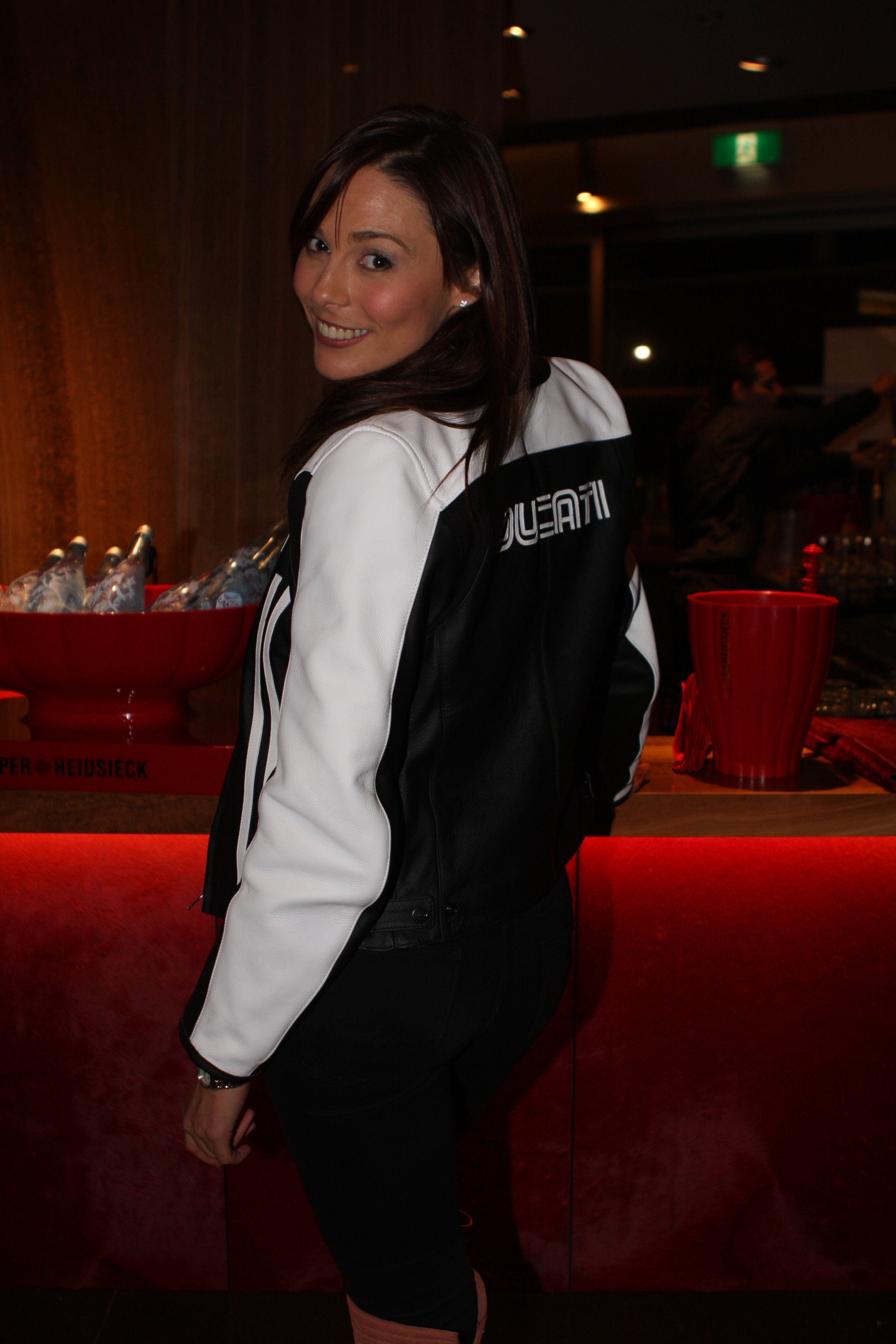
Zoe Naylor (2011)

Zoe Naylor (* 4. Juli 1977 in Sydney) ist eine australische Schauspielerin.

## Leben
Zoe Naylor studierte an der Queensland University of Technology und machte dort 2002 ihren Masterabschluss im Fach Drama. Danach spielte sie in verschiedenen lokalen Theaterproduktionen und war TV-Moderatorin. International wurde sie durch die Rolle der Regan McLeod in der Serie McLeods Töchter ab 2005 bekannt. 2010 spielte sie Kate in The Reef – Schwimm um dein Leben sowie ab 2016 in der Serie Home and Away.
2020 war sie Autorin und Co-Regisseurin des Dokumentarfilms Birth Time: the documentary, der alternative Geburtsarten vorstellt. Für diesem Film ist sie mit mehreren Preisen ausgezeichnet worden.
Seit 2010 lebt sie mit dem neuseeländischen Schauspieler Aaron Jeffery zusammen. Das Paar hat zwei gemeinsame Kinder.

## Filmografie
- 1999: Fearless
- 2000: Du kannst nicht entkommen (Virtual Nightmare)
- 2003: Rückkehr des Bösen (Evil Never Dies)
- 2005–2009: McLeods Töchter (Fernsehserie, 48 Folgen)
- 2006: Orange Roughies (Fernsehserie, 19 Folgen)
- 2006: The Book of Relevation
- 2008: Gladiators (Fernsehsendung, Moderatorin)
- 2010: The Reef – Schwimm um dein Leben (The Reef)
- 2011: Robotropolis
- 2014: Locks of Love
- 2016–2018: Home and Away (Fernsehserie, 7 Folgen)
- 2020: Birth Time: the documentary (Dokumentarfilm, Buch/Regie)